# トライアングル (お笑い)
トライアングルは、松竹芸能に所属する日本のお笑いコンビ。2000年1月結成。かつては吉本興業に所属していた。

## メンバー
- 田中 匡（たなか ただし、1978年4月29日（47歳） - ）

兵庫県出身、血液型O型。大阪NSC19期生。過去に「シーラカンス」というコンビを組んでいた。
- 森 直樹（もり なおき、1978年7月18日（46歳） - ）

兵庫県出身、血液型AB型。関西大学中退後、劇団東俳に入団。
2020年4月、同じく松竹芸能に所属する植山由美子（天然もろこし）と結婚。

## 概要
兵庫県立夢野台高等学校の同級生コンビ。先に田中がNSCに入り別にコンビを組んでいたが、関西大学に通っていた同級生の森を誘ってコンビ結成。

## 賞レース戦績
- 2003年 M-1グランプリ 準決勝進出
- 2004年 第25回今宮子供えびすマンザイ新人コンクール 福笑い大賞受賞
- 2007年 第37回NHK上方漫才コンテスト ノミネート
- 2014年 第3回関西演芸しゃべくり話芸大賞 グランプリ

## 出演

### テレビ
- わらいのちから（ケーブルウエスト）
- ビスケットランド（テレビ大阪）2代目オーナー
- 爆笑オンエアバトル（NHK総合）戦績1勝3敗 最高349KB
- オンバト+（NHK総合）戦績0勝1敗 最高153KB
- ますだおかだ角パァ!（朝日放送）
- 元気発掘!ざっくZAQ（J:COMチャンネル）
- 西方笑土 踊るカマドウマの夜（NHK BSプレミアム・NHK総合）
- 科捜研の女（テレビ朝日）第15シリーズ11話 ※森のみ

### ライブ
- チョップリン凹劇場（2009年12月～2011年8月）
- 月刊コントHEP号（2014年5月24日）